# Marco Mansulino
Marco Mansulino, vollständiger Name Marco Andrés Mansulino Fernández, (* 15. Januar 1989 in Florida oder Montevideo) ist ein uruguayischer Fußballspieler.

## Karriere
Der 1,72 Meter große Mittelfeld- bzw. Defensivakteur Mansulino stand mindestens seit der Apertura 2008 im Kader des seinerzeitigen Zweitligisten Centro Atlético Fénix. Nach dem Aufstieg absolvierte er dort in der Spielzeit 2009/10 elf Spiele in der Primera División. Einen persönlichen Torerfolg konnte er dabei ebenso wenig wie bei seinen beiden Erstligaeinsätzen in der Folgesaison verzeichnen. Im Juli 2011 verließ er die Montevideaner auf Leihbasis und schloss sich Juventud in Las Piedras an. Beim Klub aus dem Departamento Canelones lief er in 16 Partien der Segunda División auf und schoss drei Tore. Zur Jahresmitte 2012 kehrte er zu Fénix zurück und bestritt in der Spielzeit 2012/13 19 Erstligapartien (kein Tor) sowie in der Saison 2013/14 elf Ligabegegnungen (ein Tor). Nach der Clausura 2014 verließ er den Verein mit zunächst unbekanntem Ziel. Im August 2014 wurde er sodann als Neuzugang beim seinerzeit von Ramiro Martinez trainierten uruguayischen Amateurklub Avenida präsentiert.